# Augustus B. Woodward
Augustus Brevoort Woodward (Nueva York, noviembre de 1774 - Tallahassee, 12 de junio de 1827) fue el primer presidente del Tribunal Supremo del Territorio de Míchigan. En ese cargo, jugó un papel destacado en la reconstrucción de Detroit tras un devastador incendio en 1805. Promovió un diseño urbano basado en avenidas radiales, como en Washington y París. También es conocido como uno de los fundadores de la Universidad de Míchigan, establecida por la legislatura en 1817.

## Primeros años
Fue bautizado Elias Brevoort Woodward en 1774 en Nueva York, hijo de John y Ann Silvester Woodward. Su madre era de ascendencia flamenca y su padre era de ascendencia inglesa. John Woodward era comerciante e importador, además de miembro del Ejército Continental. La familia vivía en Manhattan en la esquina de las calles Pine y Pearl.
Se graduó de la Universidad de Columbia. Después de trabajar en Filadelfia como empleado del Departamento del Tesoro, ejerció como abogado en Washington. Nunca se casó. Su biógrafo, Arthur M. Woodford, describe a Woodward como un prototipo del Ichabod Crane de Washington Irving. Medía 1,91 m de altura, era delgado, cetrino y encorvado. Su rostro alargado y estrecho estaba dominado por una gran nariz. Tenía el pelo negro y espeso. Sus contemporáneos comentaron sobre su descuido.
Mientras vivía en Washington, fue descrito como "un hombre de mediana edad, un soltero empedernido que vestía ropa de color marrón nuez ... dormía en su oficina, que nunca fue barrida ... y era excéntrico y errático. Sus amigos eran pocos y su práctica era tan pequeña que apenas se ganaba la vida ". Pero mientras trabajaba en Washington, conoció al presidente Thomas Jefferson, y compartieron intereses científicos y educativos.

## Territorio de Míchigan
El presidente Thomas Jefferson y Woodward se conocían personalmente. Jefferson nombró a Woodward el 3 de marzo de 1805 como el primer presidente del Tribunal Supremo del Territorio de Míchigan. Cuando Woodward llegó a Detroit el 30 de junio de 1805, encontró la ciudad en ruinas por el devastador incendio de ese mes el 11 de junio. Pocos edificios quedaron en pie.

Woodward y el gobernador William Hull desarrollaron un nuevo plan para Detroit, de acuerdo con su condición de capital del Territorio. Basaron su trabajo en el diseño de Pierre L'Enfant para Washington D. C. (como se muestra en el cuaderno de Woodward). El plan de Woodward era ambicioso, en línea con el lema de la ciudad recientemente adoptado, Speramus Meliora, Resurgit Cineribus ("Esperamos días mejores, resucitará de las cenizas"). Por primera vez en la historia de Detroit, la atención se desvió completamente de su río a sus carreteras.

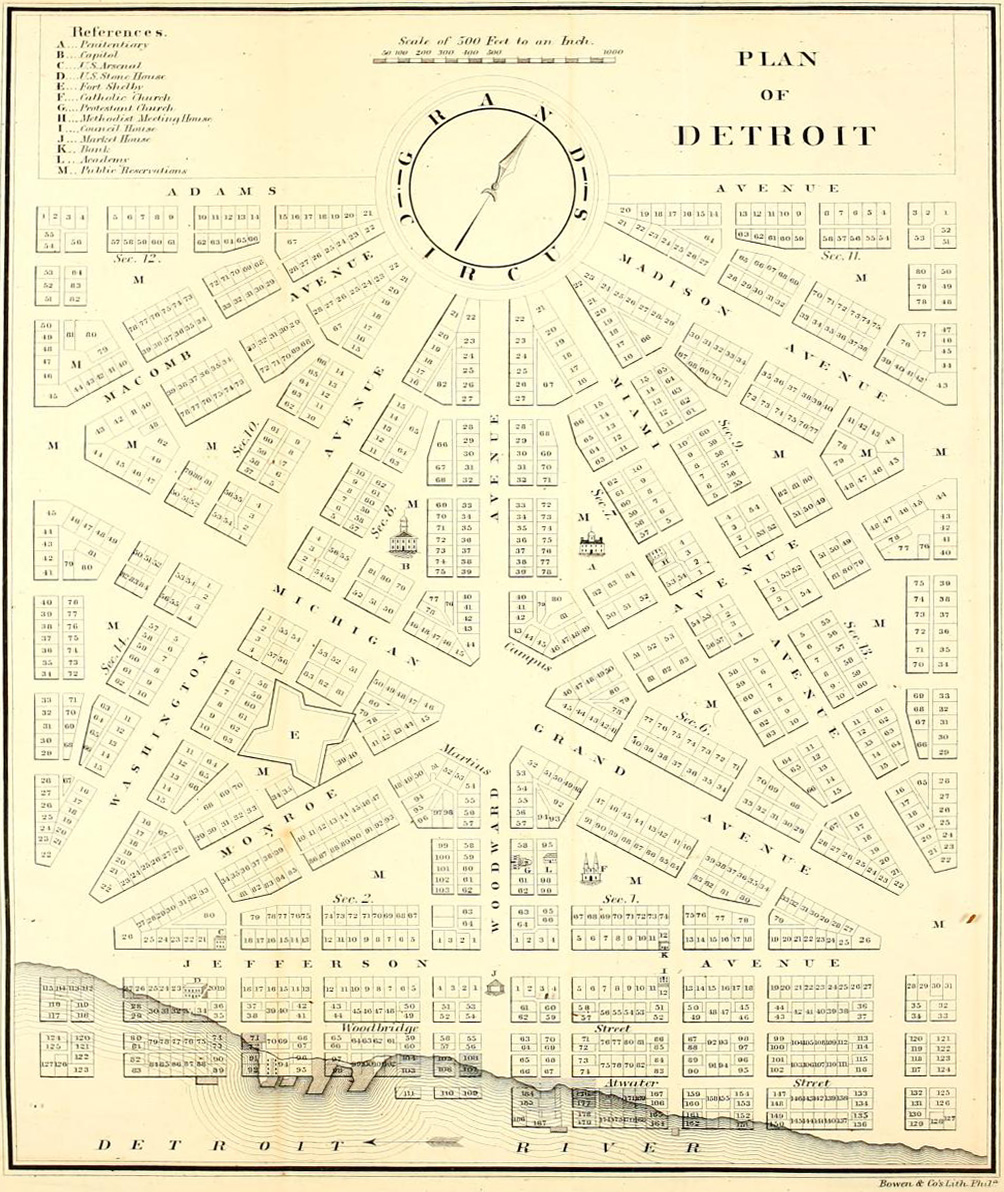
El plan de Woodward después del incendio de 1805 para las avenidas radiales de estilo barroco de Detroit y el Grand Circus Park

La Avenida Woodward en Detroit, originalmente llamada Court House Avenue y otros nombres, fue nombrada popularmente por el trabajo del juez en la planificación y reconstrucción de la ciudad. Woodward, algo en broma, afirmó que el nombre de la carretera estaba simplemente relacionado con el hecho de que viajaba hacia la zona boscosa al norte de la ciudad.
La alineación de Woodward Avenue parece coincidir exactamente con el eje del Saginaw Trail previo al asentamiento que seguía una ruta en línea recta desde Detroit a Saginaw a través de Flint. Es probable que una serie de senderos indios alguna vez irradiaran desde la ubicación aproximada de Campus Martius y esto puede haber inspirado la elección de una geometría radial para el plano de la ciudad de Woodward.
Woodward propuso un sistema de bloques de calles hexagonales, con el Grand Circus Park en su centro. Las avenidas anchas, alternativamente de 60 y 36 metros, fueron diseñadas para irradiar desde grandes plazas circulares como los radios del eje de una rueda. A medida que la ciudad crecía, podía desarrollarse a lo largo de las avenidas en todas direcciones desde las orillas del río Detroit. Cuando Woodward presentó su propuesta, Detroit tenía menos de 1.000 residentes. El plan fue abandonado después de 11 años, pero algunos de sus elementos más significativos ya se habían implementado. Los más destacados son la construcción de los seis "rayos" principales de las avenidas Woodward, Míchigan, Grand River, Gratiot y Jefferson y Fort Street.
Woodward protegió el estado libre del Territorio de Míchigan con respecto a la esclavitud. En 1807 como Justicia Territorial, se negó a permitir el regreso de dos esclavos propiedad de un hombre en Windsor, Alto Canadá (actual Ontario). Woodward declaró que cualquier hombre "que entre en este Territorio es por ley de la tierra un hombre libre". Detroit se convirtió en una estación del Ferrocarril Subterráneo, por la que los esclavos fugitivos escapaban del sur. Después de que Canadá abolió la esclavitud, muchos cruzaron el río para escapar de los cazadores de esclavos que operaban incluso en las áreas fronterizas del norte.
Durante la guerra de 1812, el gobernador (y más tarde el general de brigada) Hull entregó Detroit a los británicos sin que se disparara un solo tiro en la batalla de Detroit. Mientras Hull y los jueces Bates y Griffin se marcharon, Woodward se quedó y mantuvo su estatus judicial en Detroit durante la ocupación británica. Los británicos le ofrecieron el cargo de Secretario del Territorio, pero Woodward rechazó esa oferta.
Finalmente, se convirtió en un problema para los británicos. Se le pidió que abandonara el territorio y se le concedió un pasaje seguro a Nueva York. Estados Unidos recuperó el control de Detroit en 1813.

## Últimos años
Considerado un héroe a su regreso a Washington D. C., Woodward pronto se concentró en la ciencia (un interés de toda la vida). También promovió la fundación de la Universidad de Míchigan (en 1817) como institución estatal. Con John Monteith y el Gabriel Richard, Woodward redactó un borrador para una institución bajo el nombre de Catholepistemiad o la University of Michigania. El 26 de agosto de 1817, el gobernador y los jueces del territorio de Míchigan firmaron la ley de la universidad. El Catholepistmiad originalmente tenía la autoridad para "establecer universidades, academias, escuelas, bibliotecas, museos, ateneos, jardines botánicos, laboratorios y otras instituciones literarias y científicas útiles en consonancia con las leyes de los Estados Unidos y de Míchigan, y establecer y designar Directores, visitantes, curadores, bibliotecarios, instructores e instructores entre los distintos condados, ciudades, pueblos, municipios u otras divisiones geográficas de Míchigan ". Instó a su desarrollo en temas similares a la Universidad de Virginia, que fue fundada dos años después de la fundación de la Universidad de Míchigan (en 1819) por el amigo y expresidente de Woodward, Thomas Jefferson.
Woodward fue descrito como uno de los primeros en reconocer la llegada de la era científica. En 1816, publicó su obra fundamental, A System of Universal Science.
El 26 de agosto de 1824 vio el regreso de Woodward al poder judicial, cuando el presidente James Monroe lo nombró para un cargo de juez en el nuevo Territorio de Florida. Woodward sirvió en esa capacidad hasta su muerte en Tallahassee el 12 de junio de 1827, a la edad de 52 años.